# Jorge Campinos
Joaquim Jorge de Pinho Campinos GCL, (Lobito, Angola, 30 de junho de 1937 — Moçambique, 30 de julho de 1993), foi um professor de direito e político português.

## Biografia
Jorge Campinos nasceu a 30 de junho de 1937, no Lobito, Angola.
Concluiu o ensino secundário no Liceu de Sá da Bandeira, em Angola, e frequentou o curso de Direito na Faculdade de Direito da Universidade de Lisboa.
Foi dirigente da Casa dos Estudantes do Império (1959-1960).
Em 1960 exilou-se em França, por motivos políticos.
Licenciou-se pela Faculdade de Direito e Ciências Políticas da Universidade de Poitiers, em Direito Público em 1967 e em Ciência Política em 1968.
Foi docente na Faculdade de Direito e Ciências Políticas da Universidade de Poitiers.
Durante o exílio político em França, que durou 14 anos, no período da ditadura salazarista, foi secretário internacional da Ação Socialista Portuguesa  e fundador na clandestinidade do Partido Socialista.
Após o 25 de Abril, para além de vários cargos em Governos de Portugal, foi eleito deputado à Assembleia Constituinte, deputado à Assembleia da República em duas legislaturas, juiz do Tribunal Constitucional, deputado no Parlamento Europeu e membro da Comissão dos Direitos do Homem e Alto Funcionário da Comunidade Europeia.
Participou  nas conversações que conduziram ao reconhecimento, por parte de Portugal, da independência da Guiné e de São Tomé e Príncipe.
Jorge Campinos faleceu prematuramente num trágico acidente de viação em Moçambique no ano de 1993.

## Homenagens
Em 9 de junho de 1994, Jorge Campinos foi agraciado, a título póstumo, com a Grã-Cruz da Ordem da Liberdade pelo Presidente Mário Soares.
Em reconhecimento pela sua figura de político e professor catedrático, em 17 de junho de 2004 foi homenageado pela Câmara Municipal de Lisboa, dando, a partir dessa data o seu nome a uma artéria na freguesia de Carnide.

## Obras publicadas
Jorge Campinos foi autor de várias obras:
- A ditadura militar 1926-1933 (1975)
- Carta constitucional de 1826 (1975)
- Ideologia Política do Estado Salazarista. Traduzido do francês por Artur Maurício 1.ª ed. Lisboa: Portugália Editora. 1975
- O Ministério dos Negócios Estrangeiros: estudo de Direito Internacional Público e de Direito Constitucional Comparado (1977)
- O presidencialismo do Estado Novo (1978)
- «Igualdade jurídica» e «desigualdade económica» em direito internacional público contemporâneo (1984)
- Organizações económicas universais (1985)

## Funções governamentais exercidas
- II,[13] III,[14] e IV,[15] Governos Provisórios de Portugal
  - Secretário de Estado dos Negócios Estrangeiros.
- VI Governo Provisório
  - Ministro do Comércio Externo[16]
- I Governo Constitucional
  - Ministro sem pasta[17]